# Julio Bekhor
Julio Cadena Cardenas, lepiej znany jako Julio Bekhor (ur. 30 lipca 1978 w Meksyku) – meksykański aktor telewizyjny i filmowy, reżyser i scenarzysta.

## Wybrana filmografia

### filmy fabularne
- 1997: El agujero jako Carlitos
- 2003: Popis (debiut reżyserski) jako Tio moto
- 2004: Zabójczy kurort (Club Dread) jako Carlos
- 2005: Sea of Dreams[2] jako Luis
- 2006: Age of Kali jako Paco
- 2009: Dziewczyny z drużyny 5 jako D. J.
- 2015: Ramona y los escarabajos jako

### telenowele
- 1997: El agujero
- 2001: Przyjaciółki i rywalki (Amigas y rivales) jako Javier
- 2001: María Belén
- 2001: Salomé
- 2002: Ścieżki miłości (Las vías del amor) jako Ricky
- 2007: Intrygi i kłamstwa (Dirt) jako aktor
- 2010: Oscura Seduccion jako Gustavo